# Jollibee
Jollibee est une chaine de restauration rapide philippine, leader du marché philippin avec plus de 1500 restaurants et présente dans de nombreux pays d'Asie, au Moyen-Orient et aux États-Unis. Elle appartient au groupe Jollibee Foods Corporation (JFC), coté à la Bourse de Manille. Sa mascotte est Jollibee, une abeille en blazer rouge, avec un nœud papillon et une toque de cuisinier.

## Histoire

En rouge les pays où Jollibee est présent.En bleu les pays où Jollibee a cessé ses activités.
En rose les futurs marchés potentiels.

Tony Tan Caktiong crée un stand de vente de glace au Magnolia, à Cubao (Quezon City) en 1975 qui devient le tout premier Jollibee. Aux glaces s'ajoute ensuite la vente de sandwichs et de repas chauds. En janvier 1978, le stand devient un restaurant de fast food.
En 1994, Jollibee Food Corporation reprend 80 % du capital de la chaîne de pizzerias philippine Greenwich Pizza. En 2000, elle rachète Chowking, une chaîne de restauration rapide philippine servant de la cuisine chinoise,, et Hongzhuangyuan en 2007, une autre chaîne de restauration rapide chinoise.
Le 18 mars 2018, le premier restaurant Jollibee sur le sol européen ouvre à Milan, en Italie.

## Nourriture

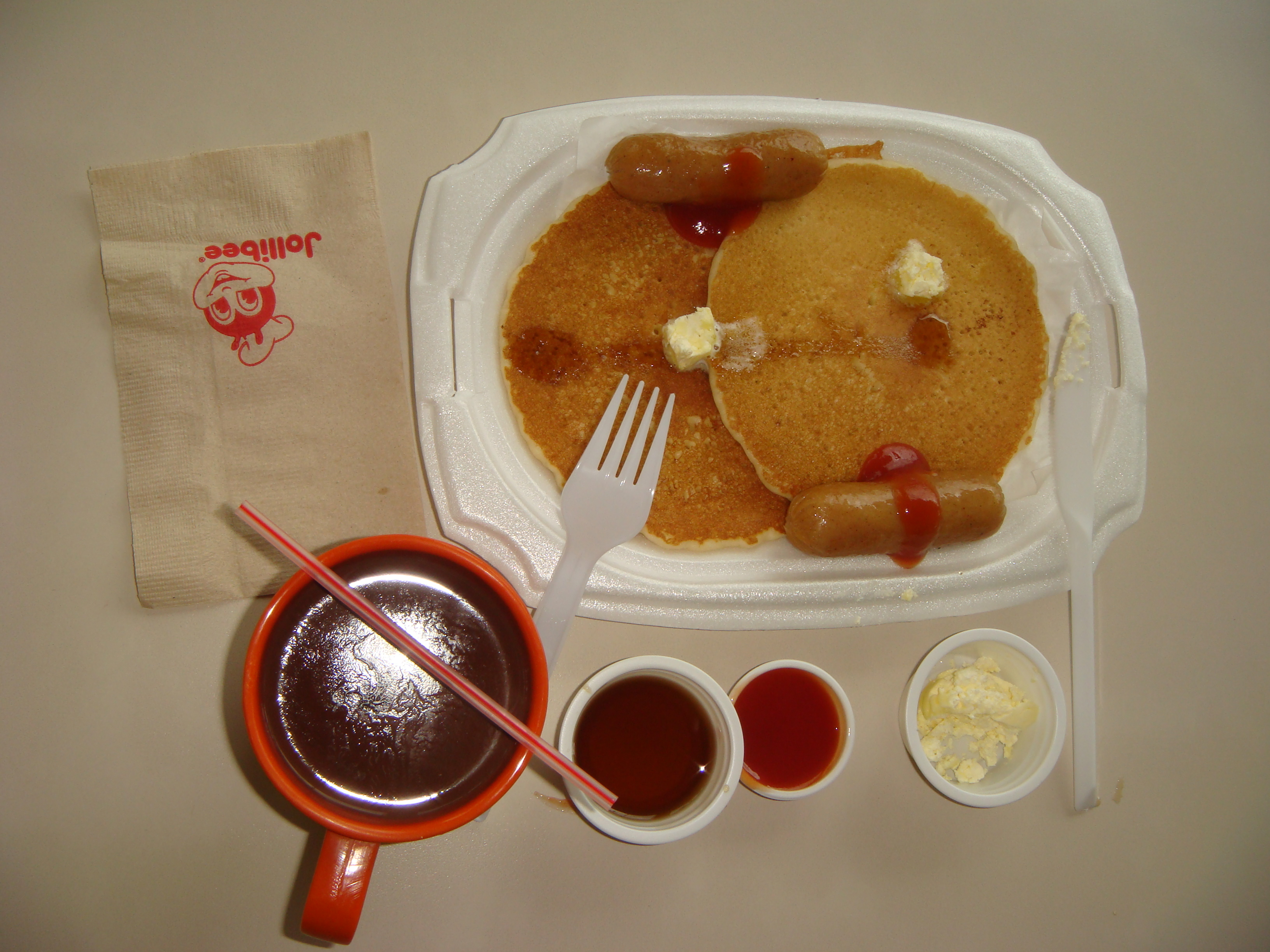
Un petit déjeuner Jollibee (poulet, pancakes, et chocolat chaud).

L’une des spécificités de Jollibee face à ses concurrents est la diversité des plats servis. En plus de proposer des hamburgers, la marque sert aussi des plats à base de poulet frit, des spaghettis ainsi que quelques spécialités philippines.